# Manolescu, der Fürst der Diebe
Manolescu, der Fürst der Diebe ist ein deutscher Spielfilm aus dem Jahre 1933 von Willi Wolff mit Iván Petrovich in der Titelrolle.

## Handlung
Fürst Lahovary alias George Manolescu ist ein eleganter Herr von Welt. Niemand weiß von seinem Doppelleben, von seiner zweiten Existenz, und in der treibt er als Juwelendieb sein Unwesen – ganz zum Leidwesen aller Juwelengeschäfte und schmuckbehangenen Damen von Welt. Mit viel Geschick hat er sich bisher der Verfolgung und Verhaftung durch die Polizei entziehen können. Glaubt man ihn an einem bestimmten Ort, ist er längst weitergezogen. Soeben hat er seinen Raubzug in Paris durchgezogen, da ist er schon weiter nach Brüssel gereist, um dort den nächsten Coup durchzuziehen. Während man ihm nun dort fieberhaft nachstellt, hat sich Manolescu erneut in Paris eingefunden und logiert als Lahovary standesgemäß im Hotel Ritz. 
Die größten Leidtragenden seiner Beutezüge sind die Versicherungsgesellschaften, die für die Schäden aufkommen müssen, und so nimmt es nicht weiter Wunder, dass eines Tages der Direktor einer dieser Firmen, Introp-Chef Jan Hendricks, sich im Zusammenspiel mit seinen Versicherungskollegen daran macht, diesem famosen Herrn endlich das Handwerk zu legen. Aus diesem Grund wird eine Detektivin namens Marion Lamond engagiert, um Lahovary alias Manolescu ausfindig zu machen. Mit einer weiblichen Person, so der Hintergedanke, könne man dem Womanizer leichter auf die Spur kommen. Doch der falsche Fürst ist nicht so dumm, dieser Dame auf den Leim zu gehen und trickst sie mit viel Geschick und seinem legendären Verführercharme aus. Sogar Olivia Hendricks, die Gattin des Versicherungsdirektors, geht im Ritz dem Schwerenöter auf den Leim, und das sogar, obwohl sie ihn erkennt. 
In Berlin gelingt es schließlich endlich, Georges Manolescu zu verhaften. Er wird zu zwei Jahren Haft verurteilt und nach Plötzensee verlegt. Im Knast lernt er den kumpelhaften, früheren Rennfahrer Max Krause kennen, der ihm bei der Flucht aus der Justizvollzugsanstalt hilft. Manolescu irrt durch Europa, immer in der Angst vor einer erneuten Verhaftung. Erst geht er nach Wien, anschließend reist er in die Schweiz weiter. Dort trifft er auf die attraktive Gräfin Maria Freyenberg, die er einst unter falschem Namen in Berlin kennen gelernt hatte und die sich in den charmanten Tunichtgut verliebt. Auf einer Berghütte wollen die beiden die Silvesternacht verbringen. Doch Detektivin Lamond hat längst wieder seine Fährte aufgenommen und stellt Manolescu vor Ort. Und wieder gelingt dem Edelganoven die Flucht, diesmal mit Krauses und Marias Hilfe. Das Liebespaar trifft in Monte Carlo ein und heiratet. Doch nur kurz ist beider Eheglück, denn Manolescu wird hier erneut verhaftet. Maria, die nichts von seinem Doppelleben wusste, ist zutiefst schockiert, verspricht aber, ihm die Treue zu halten und zu warten, bis er wieder in die Freiheit entlassen wird.

## Produktionsnotizen
Manolescu, der Fürst der Diebe entstand in den Jofa-Ateliers von Berlin-Johannisthal sowie in St. Moritz (Außenaufnahmen) von Dezember 1932 bis Mitte Januar 1933, also unmittelbar vor Anbruch des NS-Zeitalters. Der Achtakter mit einer Länge von 2267 Metern passierte die Filmzensur am 28. Februar 1933 und erhielt Jugendverbot. Die Uraufführung erfolgte am 17. März 1933 in Berlins Primus-Palast. In Österreich lief der Film unter dem Titel Der bezaubernde Betrüger an.
Hans Jacoby entwarf die Filmbauten, Willi Wolff lieferte die Texte zu Willy Rosens Lieder. Die musikalische Leitung hatte Alfred Strasser, Leon Sklarz zeichnete für die Produktionsleitung verantwortlich.
Der Musiktitel Brennende Liebe erschien im Musikverlag Edition Meisel & Co., Berlin.
Nach Manolescus Memoiren und Manolescu war dies bereits der dritte deutsche Film, der sich mit dem ereignisreichen Leben des Meisterdiebes und Hochstaplers beschäftigte.

## Wissenswertes
Der Film spiegelt exemplarisch die Situation jüdischer Künstler vor und nach dem 30. Januar 1933 wider. Diese noch komplett in der Weimarer Republik entstandene Produktion war nicht nur der letzte Film des einstigen Stummfilmstars Ellen Richter, die Manolescu, der Fürst der Diebe im Rahmen ihrer eigenen Firma von ihrem Mann Willi Wolff hatte herstellen lassen. Auch für andere an diesem Film beteiligten Juden neben Richter bedeutete diese Hochstaplerkomödie das abrupte Ende ihrer Filmarbeit in Deutschland: Komponist Willy Rosen, Produktionsleiter Leon Sklarz sowie die Schauspieler Kurt Lilien, Julius Falkenstein und Emil Rameau. Hauptdarstellerin Mady Christians wiederum wollte, obwohl von Propagandaminister Joseph Goebbels hofiert, nicht länger im nationalsozialistischen Deutschland arbeiten. Lediglich der jüdische Filmarchitekt Hans Jacoby konnte noch bis 1934 in Deutschland weiterarbeiten, im Jahr darauf verließ auch er das Reich.

## Kritik
Wiens Österreichische Film-Zeitung berichtete in ihrer Ausgabe vom 25. März 1933: "Dr. Willy Wolffs Regie hat geschickt die Fäden der Handlung geführt. (…) Ivan Petrovich zeigt sich in der Titelrolle elegant und tadellos in der Haltung, wie es sich für einen Gentleman-Verbrecher gehört. Humor bringt Fritz Kampers und Julius Falkenstein in die Ereignisse. (…) Die außerordentliche Fülle und Abwechslung der Schauplätze gestaltet die Handlung noch besonders interessant. Ein Film, der das Publikum in Spannung hält und amüsiert."